# Ректа (Рогачёвский район)
Ректа (бел. Рэкта) — деревня в Озеранском сельсовете Рогачёвского района Гомельской области Беларуси.
Около деревни расположено месторождение суглинков.

## География

### Расположение
В 27 км на север от районного центра и железнодорожной станции Рогачёв (на линии Могилёв — Жлобин), 158 км от Гомеля.

### Гидрография
На реке Друть (приток реки Днепр).

## Транспортная сеть
Транспортные связи по просёлочной, затем автомобильной дороге Бобруйск — Рогачёв. Планировка состоит из прямолинейной меридиональной улицы, застроенной двусторонне, неплотно деревянными домами усадебного типа.

## История
По письменным источникам известна с XVIII века как селение в Тихиничской волости Рогачёвского уезда Могилёвской губернии. В 1849 году — 5 незаселённых участков. В 1909 году — 477 десятин земли. В начале 1920-х годов открыта школа, которая размещалась в наёмном крестьянском доме. В 1931 году организован колхоз. Во время Великой Отечественной войны оккупанты создали в деревне свой опорный пункт, разгромленный партизанами в августе 1943 года. В июне 1943 года каратели сожгли 80 дворов, убили 6 жителей. 66 жителей погибли на фронте. Согласно переписи 1959 года в составе колхоза имени Н. К. Крупской (центр — деревня Озераны).

## Население

### Численность
- 2004 год — 71 хозяйство, 139 жителей.

### Динамика
- 1842 год — 16 дворов, 98 жителей (43 муж. и 55 жен.)
- 1849 год — 14 дворов.
- 1897 год — 42 двора, 262 жителя (согласно переписи).
- 1909 год — 44 двора.
- 1925 год — 79 дворов.
- 1940 год — 90 дворов, 418 жителей.
- 1959 год — 484 жителя (согласно переписи).
- 2004 год — 71 хозяйство, 139 жителей.

## Известные уроженцы
- Р. Т. Кротов — полный кавалер ордена Славы.